# Gare de Caudéran - Mérignac
Gare de Caudéran - Mérignac vasútállomás Franciaországban, Bordeaux településen.

## Vasútvonalak
Az állomást az alábbi vasútvonalak érintik:
- Bordeaux-i körgyűrű

## Kapcsolódó állomások
A vasútállomáshoz az alábbi állomások vannak a legközelebb:
- Mérignac-Arlac